# Fernando Andrade dos Santos
Fernando Andrade dos Santos, noto semplicemente come Fernando (San Paolo, 8 gennaio 1993), è un calciatore brasiliano, attaccante dell'Amed.

## Caratteristiche tecniche
È un'ala sinistra.